# 神郷村 (愛媛県)
神郷村（こうざとむら）は、愛媛県新居郡にあった村。現在の新居浜市中心部の東方一帯、国領川の河口右岸、予讃線・多喜浜駅の周辺にあたる。

## 地理
- 海洋 ： 燧灘
- 河川 ： 国領川、落神川

## 歴史
- 1889年（明治22年）12月15日 - 町村制の施行により、松神子村・郷村の区域をもって発足。
- 1953年（昭和28年）5月3日 - 新居浜市に編入。同日神郷村廃止。

## 交通

### 鉄道路線
- 鉄道省
  - 予讃本線（現・予讃線）
    - 多喜浜駅

## 出身著名人
- 村上桂策（貴族院多額納税者議員）